# Ангел Димитров (политик)
Вижте пояснителната страница за други личности с името Ангел Димитров.
Ангел Димитров Ангелов е български политик от Български земеделски народен съюз (БЗНС). Секретар е на БЗНС от декември 1989 година до март 1990 година. Той е последният в историята на българската държавност първи заместник-председател на Държавния съвет през 1989 – 1990 година до закриването на институцията на 3 април 1990 година от IX народно събрание на Народна република България.

## Биография
Роден е на 1 януари 1927 г. в село Хюджекии, Беленско. Завършва средно образование в град Русе. Става член на Българския земеделски младежки съюз в 1944 година. През 1950 година е избран за секретар на Окръжното ръководство на БЗНС-Русе. От 1951 година е окръжен кореспондент на вестник „Земеделско знаме“. В периода 1952 – 1959 година е секретар на окръжното ръководство на БЗНС в Русе. През 1959 – 1962 година е председател на окръжното ръководство на БЗНС в Силистра и заместник-председател на Окръжния народен съвет в Силистра. През 1962 година е избран за депутат в парламента и за завеждащ отдел „Политическа просвета“ на Постоянното присъствие на БЗНС. През периода 1964 – 1972 година е заместник-председател на Софийския градски народен съвет. От 1973 година е член на Постоянното присъствие и завежда отдела му „Международни връзки“ от 21 май 1986 година до 2 декември 1989 година. От 1974 година е секретар на Постоянното присъствие.
Става член на Държавния съвет на НРБ през 1981 година. На 2 декември 1989 година е избран за секретар на БЗНС след като заедно с подчинения си завеждащ отдел „Международни връзки“ на ПП на БЗНС Виктор Вълков сваля от власт дотогавашното ръководство на БЗНС вярно на Тодор Живков начело със секретаря на БЗНС и първи заместник-председател на Държавния съвет на НРБ Петър Танчев, секеретаря на ПП на БЗНС, отговарящ за организационните и политическите въпроси и доскорошен министър на земеделието и горите на НРБ Алекси Иванов, както и секретаря на Постоянното присъствие на БЗНС отгварящ за селското стопанство и бивш министър на съобщенията Пандо Ванчев и члена на ПП на БЗНС и доскорошен министър на народното здраве и социалните грижи академик Радой Попиванов. На 14 декември 1989 година Ангел Димитров е избран за първи заместник-председател на Държавния съвет на Народна република България.
През 1990 година БЗНС взима участие в Кръглата маса, но е принуден да се откаже от участие в новото правителство на Андрей Луканов през февруари 1990 година, с което 50-годишната коалиция БКП и БЗНС отива в историята. От началото на демократичните промени БСП и СДС се опитват всячески да асимилират БЗНС и не се съгласяват да е трета страна на Кръглата маса.
На 36-ия извънреден конгрес на БЗНС през март 1990 г. ръководството на БЗНС подава оставка. На 30 март 1990 г. Националната кръгла маса внася законопроект за изменение на старата конституция, според която функцията на държавен глава изпълнява председателят на Държавния съвет. На 3 април 1990 г. IX народно събрание гласува изменение в Конституцията от 1971 г., с което институцията Държавен съвет е заменена от институцията Председател (президент). Председателят на Държавния съвет Петър Младенов става председател (президент) на Републиката.
Ангел Димитров е член на Националния Съвет на Отечествения фронт, както и член на Световния съвет на мира. Популяризирането на провежданата от България политика за разоръжаване в периода 1980 – 1989 г. и лансираната българска идея за превръщане на Балканите в безядрена зона се изпълнява от БЗНС като партия с огромен международен авторитет. Външният отдел на ПП на БЗНС на срещи в Берлин, Хелзинки и Брюксел в срещите си със западни политици извършва огромна работа по популяризиране на безядрената идея и за разведряване на политическия климат. Направените стъпки за намаляване на международното напрежение водят до редица конкретни стъпки като Договора за премахване на ракетите с малък и среден обсег в Европа подписан на 7 декември 1987 г. между СССР и САЩ във Вашингтон и други. Външният отдел на ПП на БЗНС поддържа непосредствени връзки с повече от 50 селски и сродни нему партии и движения в света, участва в редица международни съвещания на аграрните партии, инициатор е и на много международни срещи по въпросите на мира.
През последните години от живота си Ангел Димитров работи за обединяване на БЗНС. Ангел Димитров почива на 8 октомври 2005 г. На 19 декември 2007 г. посмъртно е удостоен със званието „Почетен гражданин на Община Две могили“. Награден е с орден 13 века България – 1984 г. и орден „Георги Димитров“ – 1987 г..

## Награди
- – Орден Георги Димитров – (1987)
- – Орден "13 века България – (1984)
- – Орден Народна република България I ст. (1977)
- Орден Карл Маркс (1989) (ГДР)
- Орден Звезда на Дружбата между народите-сребърен (1986) (ГДР)
- Орден на Гамбия (1983) (Гамбия)
- Орден Слънцето на Перу (1988) (Перу)
- Медал „20 години от създаването на Варшавския договор 1955 – 1975“ – (1975)
- Медал „30 години от Победата над фашистка Германия“ – (1975)[10].
- Медал „40 години от Победата над Хитлерофашизма“ – (1985)[11].
- Медал „1300 години България“ (1981)
- ‎Медал „40 години от Социалистическата революция в България“ – (1984)
- Медал „90 години от рождението на Георги Димитров“ – (1972)
- Медал „100 години от рождението на Георги Димитров“ – (1982)>
- ‎Медал „25 години Народна власт“ – (1969)
- Медал „50 години от юнското антифашистко въстание“ – (1973)
- ‎Медал „Отечествена война 1944 – 1945“ – (1947)
- ‎Медал „100 години Априлско въстание“ – (1976)
- Медал „100 години от освобождението на България от османско иго“ – (1978)
- – Медал „Сорок лет Победы в Великой Отечественной войне 1941 – 1945 гг. (40 години от Победата във Великата отечествена война 1941 – 1945)“-(1985) (Съветски съюз)